# طبل الصفيح (فلم)
طبل الصفيح (بالإنجليزية: The Tin Drum) هو فيلم دراما تم إنتاجه في فرنسا وألمانيا وصدر في سنة 1979.

## بطولة
- شارل أزنافور

## الميزانية والإيرادات
حقق أرباحا تقدر بـ مليوني دولار ().

### ترشيحات وجوائز
| السنة | الحدث  | الفئة           | النتيجة  |
| ----- | ------ | --------------- | -------- |
|       | أوسكار | أفضل فيلم أجنبي | فـــــوز |

## وصلات خارجية
- طبل الصفيح على موقع IMDb (الإنجليزية)
- طبل الصفيح على موقع ميتاكريتيك (الإنجليزية)
- طبل الصفيح على موقع الموسوعة البريطانية (الإنجليزية)
- طبل الصفيح على موقع روتن توميتوز (الإنجليزية)
- طبل الصفيح على موقع نتفليكس (الإنجليزية)
- طبل الصفيح على موقع ألو سيني (الفرنسية)
- طبل الصفيح على موقع Turner Classic Movies (الإنجليزية)
- طبل الصفيح على موقع أول موفي (الإنجليزية)
- طبل الصفيح على موقع فيلمافينيتي (الإسبانية)
- طبل الصفيح على موقع قاعدة بيانات الأفلام السويدية (السويدية)

1. 1 2 3  مذكور في: Volker Schlöndorff's Cinema. الصفحة: 164. الناشر: Southern Illinois University Press. لغة العمل أو لغة الاسم: الإنجليزية. تاريخ النشر: 2002. المُؤَلِّف: Hans-Bernhard Moeller.
2. ↑  مذكور في: Volker Schlöndorff's Cinema. الصفحة: 170. الناشر: Southern Illinois University Press. لغة العمل أو لغة الاسم: الإنجليزية. تاريخ النشر: 2002. المُؤَلِّف: Hans-Bernhard Moeller.
3. ↑  مذكور في: Volker Schlöndorff's Cinema. الصفحة: 177. الناشر: Southern Illinois University Press. لغة العمل أو لغة الاسم: الإنجليزية. تاريخ النشر: 2002. المُؤَلِّف: Hans-Bernhard Moeller.
4. 1 2 3 4 5 6  مذكور في: filmportal.de. مُعرِّف موقع "بوابة الأفلام"(Filmportal): 5493063caa1347c3a4d4d95d3cc398bb. الوصول: 1 فبراير 2019.
5. ↑  وصلة مرجع: https://www.oscars.org/oscars/ceremonies/1980.
6. ↑  مذكور في: filmportal.de.
7. ↑  مذكور في: Metzler Film Lexikon. الصفحة: 84. الناشر: شبرينغر. مُعرِّف الغرض الرَّقميُّ (DOI): 10.1007/978-3-476-05260-5. لغة العمل أو لغة الاسم: الألمانية. تاريخ النشر: 2005.